# Sophia Antipolis (film)
Pour les articles homonymes, voir Sophia, Antipolis et Sophia Antipolis.
Pour plus de détails, voir Fiche technique et Distribution.
Sophia Antipolis est un film français réalisé par Virgil Vernier et sorti en 2018.

## Fiche technique
- Titre : Sophia Antipolis
- Réalisation : Virgil Vernier
- Scénario : Virgil Vernier
- Photographie : Simon Roca et Tom Harari
- Son : Simon Apostolou
- Musique : James Ferraro
- Montage : Charlotte Cherici
- Production : Kazak Productions - M141 - Arte France
- SOFICA : Cofinova 14
- Distribution : Shellac
- Pays d'origine :  France
- Durée : 98 minutes
- Dates de sortie :
  - Suisse : 3 août 2018 (Festival international du film de Locarno 2018)
  - France : 31 octobre 2018

## Distribution
- Dewy Kunetz
- Hugues Njiba-Mukuna
- Sandra Poitoux
- Lilith Grasmug
- Bruck

## Distinctions

### Sélections
- Festival international du film de Locarno 2018 : sélection en section Cineasti del presente[1].
- Festival international du film de Saint-Sébastien 2018 : sélection en section Zabaltegi-Tabakalera[2].